# Chironomus rufescens
Chironomus rufescens är en tvåvingeart som först beskrevs av Jean-Jacques Kieffer 1911.  Chironomus rufescens ingår i släktet Chironomus och familjen fjädermyggor. Inga underarter finns listade i Catalogue of Life.